# Audrey Berry
Audrey Berry (Massachusetts, 23 ottobre 1906 – Vero Beach, 20 marzo 1996) è stata un'attrice statunitense, attiva come attrice bambina nel cinema muto americano dal 1913 al 1917 (tra i 5 e 12 anni d'età).

## Biografia
Nata nel 1906, Audrey Berry esordisce nel 1913 con la Solax Film Company in un cortometraggio con Vinnie Burns diretto da Alice Guy.
Lo stesso anno riceve un contratto con la Vitagraph. Come gli altri attori bambini della compagnia, Audrey è impiegata ogniqualvolta si richieda la presenza di uno di loro, in parti di supporto ma anche con ruoli di protagonisti. Compare come "Emma" nei 18 episodi del serial cinematografico The Jarr Family (1915), al fianco del "fratello" Paul Kelly. Seguono alcuni anni di pausa durante l'adolescenza, interrotti solo da un cortometraggio del 1917. Completati gli studi, Audrey Berry si ripresenta come giovane attrice in due pellicole del 1923, ma senza ottenere il successo sperato. Da allora la sua vita si svolge lontana dal mondo dello spettacolo.
Muore nel 1996 a Vero Beach (Florida), all'età di 89 anni.

## Riconoscimenti
- Young Hollywood Hall of Fame (1908-1919)

## Filmografia
- Dick Whittington and his Cat, regia di Alice Guy (1913)
- When Society Calls, regia di Wilfrid North (1913)
- The Ancient Order of Good Fellows, regia di Courtney Ryley Cooper (1913)
- The Crucible of Fate, regia di Harry Lambart (1914)
- The Spirit and the Clay, regia di Harry Lambart (1914)
- The Crime of Cain, regia di Theodore Marston (1914)
- The Arrival of Josie, regia di Lee Beggs (1914)
- Bread Upon the Waters, regia di Wilfrid North (1914)
- Romantic Josie, regia di Lee Beggs (1914)
- Memories in Men's Souls, regia di Van Dyke Brooke (1914)
- A Close Call, regia di Wilfrid North (1914)
- Underneath the Paint, regia di Charles L. Gaskill (1914)
- Mr. Santa Claus, regia di George Ridgwell (1914)

- The Jarr Family, regia di Harry Davenport (1915) - serial cinematografici in 18 episodi:
  - 1. The Jarr Family Discovers Harlem
  - 2. Mr. Jarr Brings Home a Turkey
  - 3. Mr. Jarr and the Lady Reformer
  - 4. Mr. Jarr Takes a Night Off
  - 5. Mr. Jarr's Magnetic Friend
  - 6. The Jarrs Visit Arcadia
  - 7. Mr. Jarr and the Dachshund
  - 8. Mr. Jarr Visits His Home Town
  - 9. Mrs. Jarr's Auction Bridge
  - 10. Mrs. Jarr and the Beauty Treatment
  - 11. Mr. Jarr and the Ladies' Cup
  - 12. Mr. Jarr and Love's Young Dream
  - 13. Mr. Jarr and the Captive Maiden
  - 14. Mr. Jarr and Gertrude's Beaux
  - 15. Mr. Jarr's Big Vacation
  - 16. Mr. Jarr and Circumstantial Evidence
  - 17. Mr. Jarr and the Visiting Firemen
  - 18. Mrs. Jarr and the Society Circus'

- The Guilty Party, regia di Thomas R. Mills (1917)
- Java Head, regia di George Melford (1923)
- Darkness and Daylight, regia di Albert Plummer (1923)